# رنج‌ها و عظمت ریچارد واگنر
رنج‌ها و عظمت ریچارد واگنر نام یک کتاب ادبی است که توسط توماس مان، نویسندهٔ اهل آلمان نوشته شده‌است.